# Дистих
Ди́стих — строфа, состоящая из двух строк. Обычно имеется в виду элеги́ческий ди́стих (греч. δίστιχον έλεγειακόν «элегическое двустишие») — строфа, состоящая из двух нерифмованных строк (двустишие): первой — гекзаметра, второй — пентаметра. Например:

Бьёт в гекзаметре вверх водяная колонна фонтана,
Чтобы в пентаметре вновь мерно-певуче упасть.
пример, приводимый в Литературной Энциклопедии 1929—1939 гг.

Дистих возник и культивировался в античном стихосложении. Элегическим он назван потому, что им обычно писались элегии, в которых воплощались житейские и философские наблюдения, вызывающие размышления. Дистих бытовал и в рамках других жанров (афоризмы, изречения, эпиграммы и т. п.). В Средние века и в эпоху Возрождения чрезвычайную популярность приобрела книга двустиший, приписывающихся Дионисию Катону (III—IV вв. н. э.).
Как подражание античной поэзии дистих возрождается в силлабо-тонической метрике неоклассицизма. В немецкой поэзии известны «Ксении» Гёте и Шиллера — более шестисот дистихов эпиграмм; в России дистихи писали А. С. Пушкин, А. А. Дельвиг, В. Я. Брюсов:

Крив был Гнедич-поэт, преложитель слепого Гомера,
Боком одним с образцом схож и его перевод.
А. С. Пушкин